# Ondol
 (mars 2023).
Si vous disposez d'ouvrages ou d'articles de référence ou si vous connaissez des sites web de qualité traitant du thème abordé ici, merci de compléter l'article en donnant les références utiles à sa vérifiabilité et en les liant à la section « Notes et références ».
L’ondol (en coréen : 온돌), aussi connu sous le terme de gudeul (구들) est le système de chauffage traditionnel par le sol en Corée. L'ondol est un procédé de chauffage domestique unique au monde, mais le principe de fonctionnement est très proche des hypocaustes romains. Depuis l'antiquité, les Coréens utilisent ce système de chauffage, qui a grandement influencé plusieurs aspects de la culture coréenne.
Les quatre saisons étant bien distinctes en Corée, il fait très chaud en été et extrêmement froid en hiver. L'architecture coréenne a donc toujours conservé une chambre avec chauffage à l'ondol et un salon à plancher de bois sans chauffage.
Dans les chambres à ondol, l'installation du système de chauffage sous le sol permet une diffusion de la chaleur par convection dans l'ensemble de la pièce. Ainsi, l'air chauffé au plancher s'élève vers le plafond, poussant l'air froid vers le sol. Ce dernier le réchauffe et l'élève dans l'air, réchauffant ainsi l'ensemble de la chambre. L'ondol a d'autres mérites tels que l'absence d'émission de gaz ou d'humidité dans la chambre.

## Le système

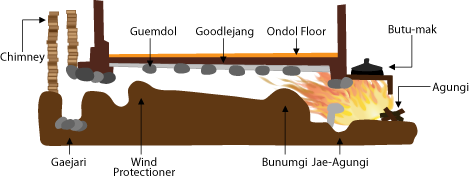
Principe de fonctionnement

Le système est composé de trois parties : un four où se déroule la combustion pour la production de la chaleur, les conduits pour la transmission de l'air chauffé et de la fumée et une cheminée pour l'évacuation de la fumée vers l'extérieur. Dans le système traditionnel, du bois de chauffage était utilisé. Chez les paysans, on brûlait des branches d'arbres ou des tiges de céréales. Il existe deux types de fours, le four direct et le four de cuisine:
- Le premier est un chauffage pour les chambres, situé en bas et au centre du mur extérieur le plus court de la pièce, pour une efficacité maximale.
- Le second est un four à double fonction : la cuisson et le chauffage. Des traverses sont installées sur le four afin de suspendre les marmites. Le four dégage la chaleur pour la cuisson et l'air chauffé passe par les conduits jusqu'à la chambre jouxtée à la cuisine pour pouvoir chauffer plus de marmites.

Ces deux types de fours sont fabriqués en argile et en pierre. Seules certaines maisons des classes riches utilisaient des briques, tandis que dans les palais, c'était l'unique matériau de fabrication. Dans le four, le feu est allumé par un passage appelé « gueule du foyer », où sont attachés les conduits. Des rangées de languettes constituent ces conduits prévus pour le passage de l'air et de la fumée. Sur ces languettes repose le plancher, chauffé par la chaleur rayonnante à partir des conduits.

## Une harmonie entre le fonctionnel et l'esthétique

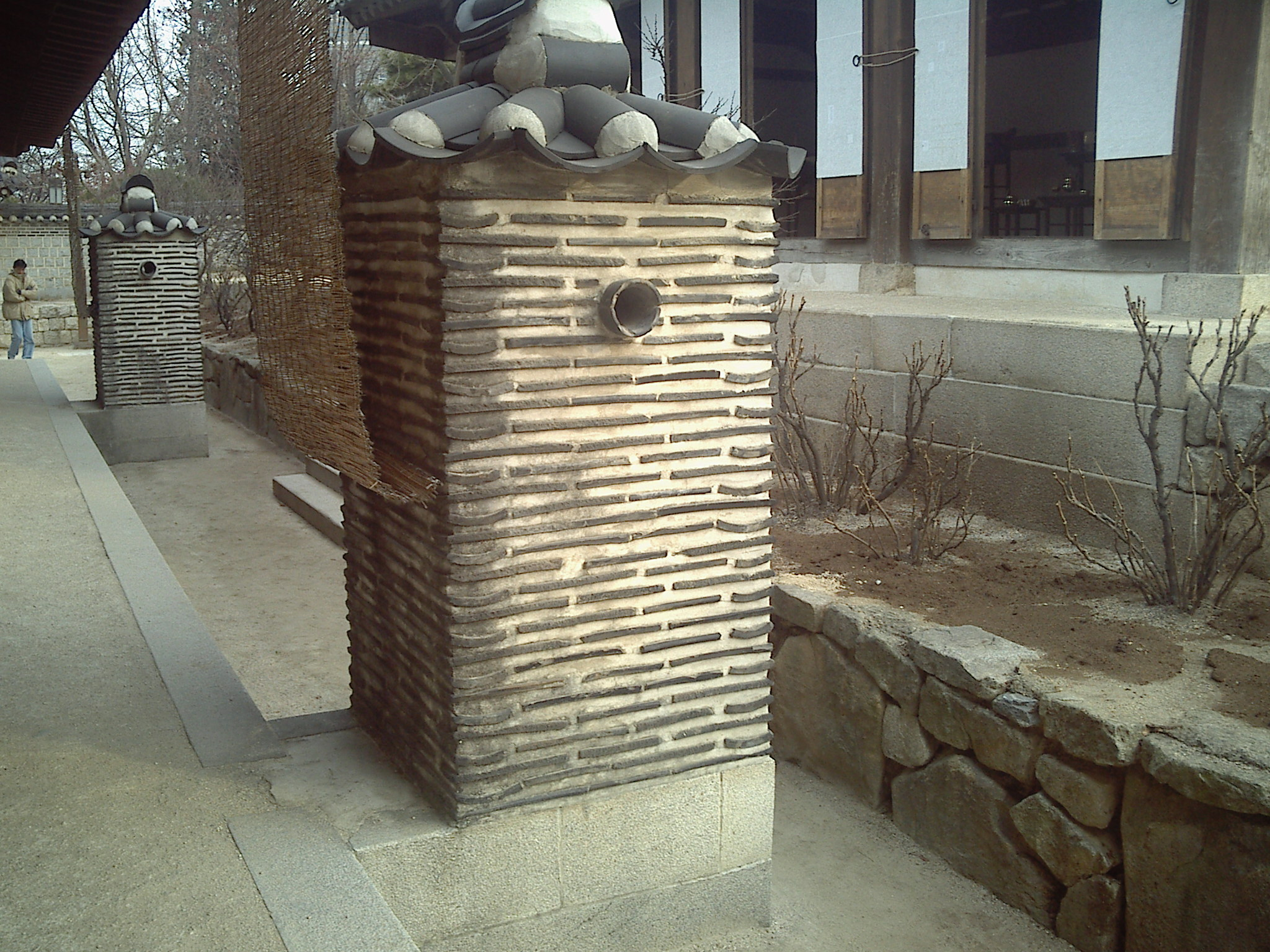
Cheminées sur pied.

Il existe deux types de cheminées : une cheminée attenante installée sur le mur de la structure et une cheminée sur pied séparée de la maison. Certaines cheminées attenantes sont construites sur le mur de clôture des locaux. Pour les cheminées sur pied, les conduits peuvent souvent être longs et enfouis sous terre. Construites avec divers matériaux, tels que le bois, la vase, la pierre, les briques noires et rouges, ces cheminées sont également décorées, jouant ainsi un rôle non négligeable dans le jardin coréen.
La cheminée est surmontée d'un couvercle en forme de maison qui évacue la fumée par ses fenêtres. Dans les chaumières, les couvercles étaient en terre cuite rouge dont la fumée s'évacuait par des trous.
L'exemple type de la cheminée sur pied est la cheminée Amisan, derrière le Hall Gyotaejeon du Palais de Gyeongbokgung. De forme hexagonale, elle est construite en briques rouges et décorée de divers motifs. La partie supérieure est surmontée de plusieurs couvercles tout à fait remarquables de beauté. La cheminée derrière le Hall Jagyeongjeon du même palais est construite à l'extérieur du bâtiment, afin de servir à la fois de cheminée et de clôture. La surface est décorée par les dix symboles de longévité, avec une rangée de couvercles qui semblent n'en former qu'un.
La conception de l'ondol diffère selon les régions. Dans la province de Hamgyong, au nord-est de l'actuelle Corée du Nord, aucun mur ne sépare la cuisine et la chambre jouxtante, les traverses pour les marmites étant installées au même niveau que le plancher de la chambre. Par conséquent, les fours sont sensiblement plus larges que dans d'autres régions. Sur l'île de Jeju où la température est plus douce, le four de cuisine était façonné de telle sorte que la chaleur ne pénètre pas dans la chambre.

## Origine et développement
Les premiers ondols parurent à l'âge du fer (de 300 av. J.-C. à 1 ap. J.-C.) bien que la date précise soit encore méconnue. Des conduits en forme de L ont été exhumés sur le site Sejuk-ri à Yeongbyeon-gun, dans la province de  Pyongan, ainsi que sur les ruines de Seodun-dong, à Suwon. La forme de L est transmise à la période des Trois Royaumes (de 57 av. J.-C. à 668 ap. J.-C.). Les habitants de Goguryeo construisaient des conduits en forme de L sous les murs du nord et de l'est. Le four était installé au sud des conduits est, et la cheminée, à l'extérieur de la chambre, à l'ouest des conduits nord. Les conduits en forme de L apparaissent dans l'ancien Livre des Tang et dans le nouveau Livre des Tang sous le terme de janggaeng, qui signifie long tunnel.
Des conduits en ligne droite ont été découverts sur les sites des foyers de la forteresse Busosan, construite pendant la période de Baekje (de 18 av. J.-C. à 660 ap. J.-C.). Cette découverte confirme l'utilisation effective des deux formes de conduits pendant la période des Trois Royaumes. Toutefois, aucun conduit n'a été exhumé sur les sites de Silla (de 57 av. J.-C. à 935 ap. J.-C.), qui a régné dans la partie méridionale de la péninsule coréenne, ce qui permet difficilement de savoir si l'ondol était utilisé pendant cette période.
Bien que les restes d'ondol n'aient pas été découverts pour la Période du Silla unifié (668-935), on considère que le système a été transmis de génération en génération dans la péninsule coréenne depuis les périodes de Goguryeo et de Baekje. Pendant la période de Goryeo (918-1392), les conduits de réchauffement du sol couvrent l'ensemble de la chambre. Ce changement survient au plus tard au XIIIe siècle. Pendant cette période, ce type de chambre est appelé « uksil », signifiant chambre chaude, terme qui apparaît dans les documents du début de la période Chosŏn.
Le chauffage traditionnel utilisé pendant la période Chosŏn (1392-1910) et l'occupation japonaise (1910-1945) connaît des changements pendant les années 1960. Le charbon est utilisé comme combustible et la structure des fours est modifiée. Plus tard, la chaudière est introduite pour chauffer l'eau et la faire circuler à travers les tuyaux. Ce fut ensuite le tour du chauffage électrique. Plus récemment, le gaz de pétrole liquéfié a été utilisé et avec la distribution de l'eau chaude dans chaque foyer, le chauffage sur une grande zone (traduit en coréen par chauffage local) devient possible. C'est ainsi que chaque foyer, que ce soit une maison individuelle, des logements collectifs ou de grands immeubles, peut désormais bénéficier d'un chauffage avec des tuyaux sous le sol.
L'ondol est présent sous le sol de tout espace résidentiel voire de toute structure architecturale coréenne. Lors de la dynastie Chosŏn, les filles et garçons ne pouvaient pas être ensemble, il y avait alors dans chaque maison, un espace avec ondol pour chacun. Cette tradition est maintenue jusqu'à aujourd'hui car à l'exception des salons en plancher, les chambres utilisent toujours le système de chauffage au sol, mais cette fois par circulation d'eau chaude.

## Un mode de vie lié au sol
L'ondol encourage les Coréens à s'asseoir directement sur le sol. À l'époque où les conduits étaient installés en forme de L, il y avait à la fois des zones chaudes et froide dans une même chambre. Des chaises étaient disposées sur la partie froide. Toutefois, à partir du milieu du Royaume de Goryeo, les Coréens n'utilisaient pratiquement plus les chaises et s'assoient directement sur le sol. Ce mode de vie a entraîné une diversification de l'espace. Ainsi, pendant la dynastie Chosŏn, la chambre des femmes servait de salon, de salle à manger le jour, et de chambre à coucher le soir. Une même chambre remplissait donc trois fonctions.
Une chambre à ondol exige de l'isolation tandis que le salon sans ondol demande une ouverture. Ces deux exigences pouvaient être satisfaites grâce à l'agencement original des portes et des fenêtres coréennes, permettant un espace isolé et ouvert en même temps.
L'ondol, système de chauffage unique, et en particulier ses conduits en forme de L, ont grandement influencé l'architecture chinoise, donnant la construction de « kang » dans les Siheyuan (enclos rectangulaires) de Pékin. Dans ce genre d'habitat, les conduits sont aménagés en ligne droite sous une partie du sol, le four se trouve dans la chambre tandis que la cheminée est à l'extérieur de la pièce.
Aux États-Unis, Frank Lloyd Wright (1867-1959), fasciné par l'ondol, crée le plancher chauffant, Lors de la conception de l'hôtel impérial de Tokyo en 1916, les Japonais se montrèrent fort intéressés par le Ondol mais ils ne purent le généraliser à cause des risques sismiques.
Le système d'ondol, qui prévoit le chauffage par le sol d'une pièce d'abord, s'est progressivement développé aujourd'hui en système de chauffage central de tout le logement. Déjà à l'époque du Koryo, toute la surface du sol était chauffée par le système d'ondol.